# Acetylacetonato(dicarbonyl)rhodium(I)
Acetylacetonato(dicarbonyl)rhodium(I) ist eine Organorhodiumverbindung mit der Summenformel Rh(O2C5H7)(CO)2. Die Verbindung enthält zwei Kohlenstoffmonoxid- und einen Acetylacetonat-Liganden.

## Eigenschaften

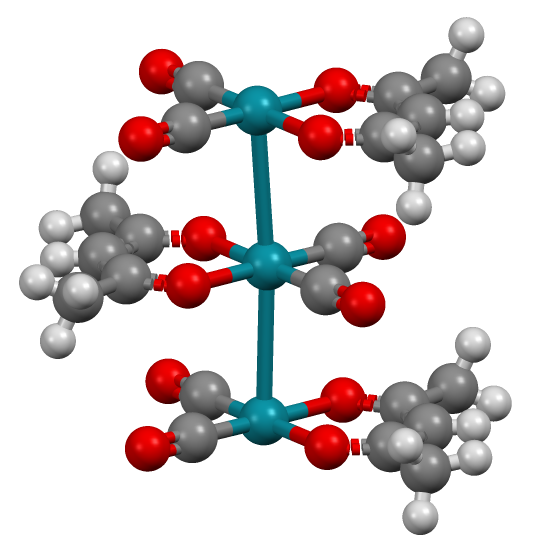
Ausschnitt des Kristallgitters von Rh(acac)(CO)_{2}, dass die Staplung der einzelnen planaren Einheiten durch die Rh–Rh-Wechselwirkungen zeigt.

Acetylacetonato(dicarbonyl)rhodium(I) ist bei Raumtemperatur ein dunkelgrüner Feststoff, der in Aceton und Benzol löslich ist. 
Die Verbindung weist eine quadratisch planare Molekülgeometrie auf. Im Festkörper liegen die Moleküle mit einem Rh–Rh-Abstand von etwa 326 pm gestapelt vor.

## Darstellung
Die Verbindung wird durch Behandlung von Rhodiumcarbonylchlorid mit Acetylaceton in Gegenwart einer Base hergestellt.
{\displaystyle {\ce {[(CO)2RhCl]2 + 2(HO)2C5H7 + BaCO3 ->}}}{\displaystyle {\ce {2Rh(O2C5H7)(CO)2 + 2BaCl2 +H2CO3}}}
Die Aufreinigung kann durch Sublimation erfolgen.

## Verwendung
Einsatz findet die Verbindung als Präkursor der homogenen Katalyse.
Weiterhin dient die Verbindung als Präkursor zur Bestimmung der Donorstärke von Liganden über CO-Streckschwingungen, analog zum TEP.